# Naučná Máchova stezka

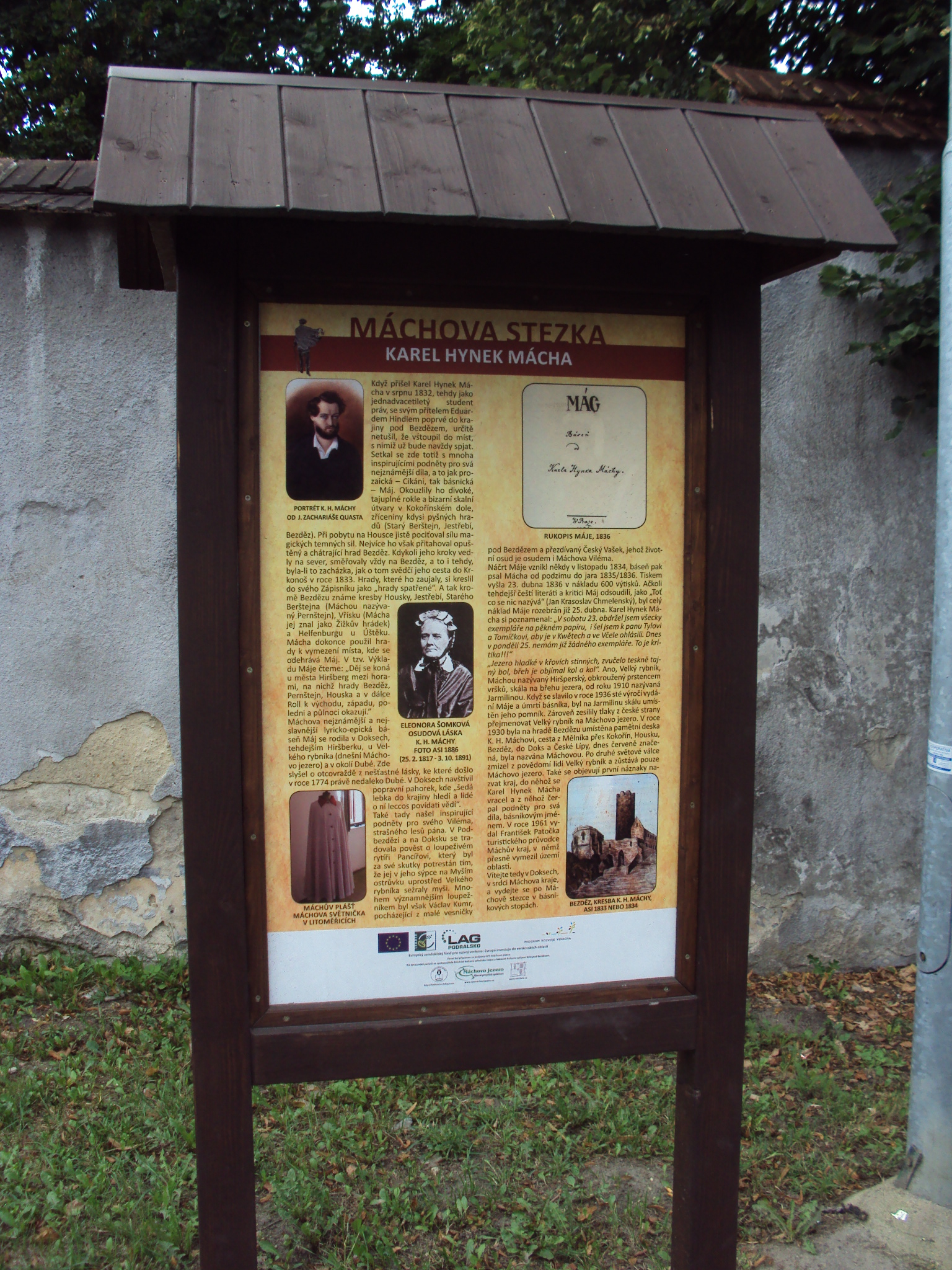
Panel na počátku věnován básníku Máchovi

Naučná Máchova stezka byla vytvořena v roce 2011 poblíž Máchova jezera v Doksech, Starých Splavech a Břehyni. Trasa naučné stezky  není shodná s historickou Máchovou cestou z Mělníka k Máchovu jezeru, je ale také věnována odkazu básníka Karla Hynka Máchy. Vede souběžně s dalšími naučnými stezkami.

## Základní údaje
Stezku včetně naučných tabulí a značení stanovišť na trase zajistila obecně prospěšná společnost Máchovo jezero. Projekt měl hodnotu 300 000 Kč a byla pro něj získána dotace z Programu rozvoje venkova Leader +. Na realizaci se významně podílela Střední odborná škola Česká Lípa, pobočka Doksy, dále Městské kulturní středisko a Informační centrum Doksy.
Stezka spojuje 30 zajímavých míst v okolí Máchova jezera a na mnohých jsou celostátně registrované kulturní památky.  Na 17 místech byly instalovány velké informační tabule, trasa byla vyznačena žlutým pásovým značením KČT v úpravě pro naučné stezky a doplněna 7 menšími tabulkami.  Délka trasy je 14 km. Trasa je vedena po původních turistických trasách v okolí Máchova jezera (žlutá, modrá, červená).

## Zastavení na okruhu
Výchozím místem je vchod do zámku Doksy ve Valdštejnské ulici. Odtud trasa vede zámeckým parkem, kolem památek města Doksy, do Starých Splavů a i do osady Břehyně (patří také k Doksům), u níž je Břehyňský rybník, zahrnutý do národní přírodní rezervace Břehyně-Pecopala.
Většina informačních panelů na trase je očíslována. Na počátku Máchovy stezky jsou dva úvodní panely, jeden věnován básníkovi, druhy s nákresem mapy. Čísla objektů v nákresu neodpovídají číslům tabulí na trase.

### Očíslované panely (výběr)
- 3. Janova ulička  (u pomníku sv. Jana Nepomuckého)
- 4. Kaplička u památné lípy (ulice Bezdězská na východě města)
- 6. Tyršovy sady
- 7.  Památník K. H. Máchy (kdysi tzv. hospitálek, dnes pobočka muzea)
- 10. Park ve St. Splavech
- 11. Osada Břehyně

## Další naučné stezky
Okolím Máchova jezera byly v posledních letech vybudovány další naučné stezky, které se trasami s touto z větší části prolínají. 
- Naučná stezka Se čtyřlístkem okolo Blaťáku
- Naučná stezka Swamp[2]

## Fotogalerie panelů

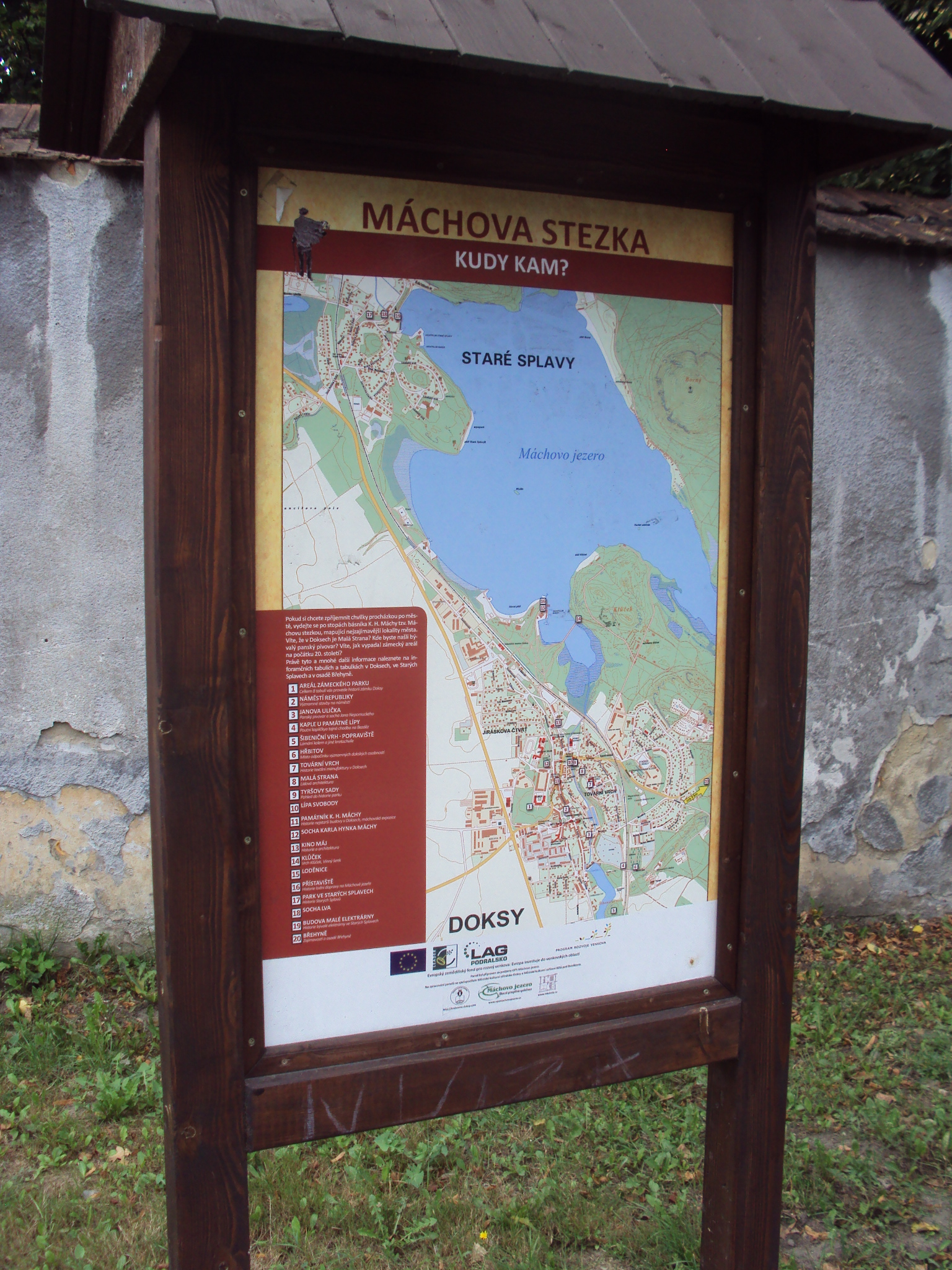
Vstupní tabule s plánkem
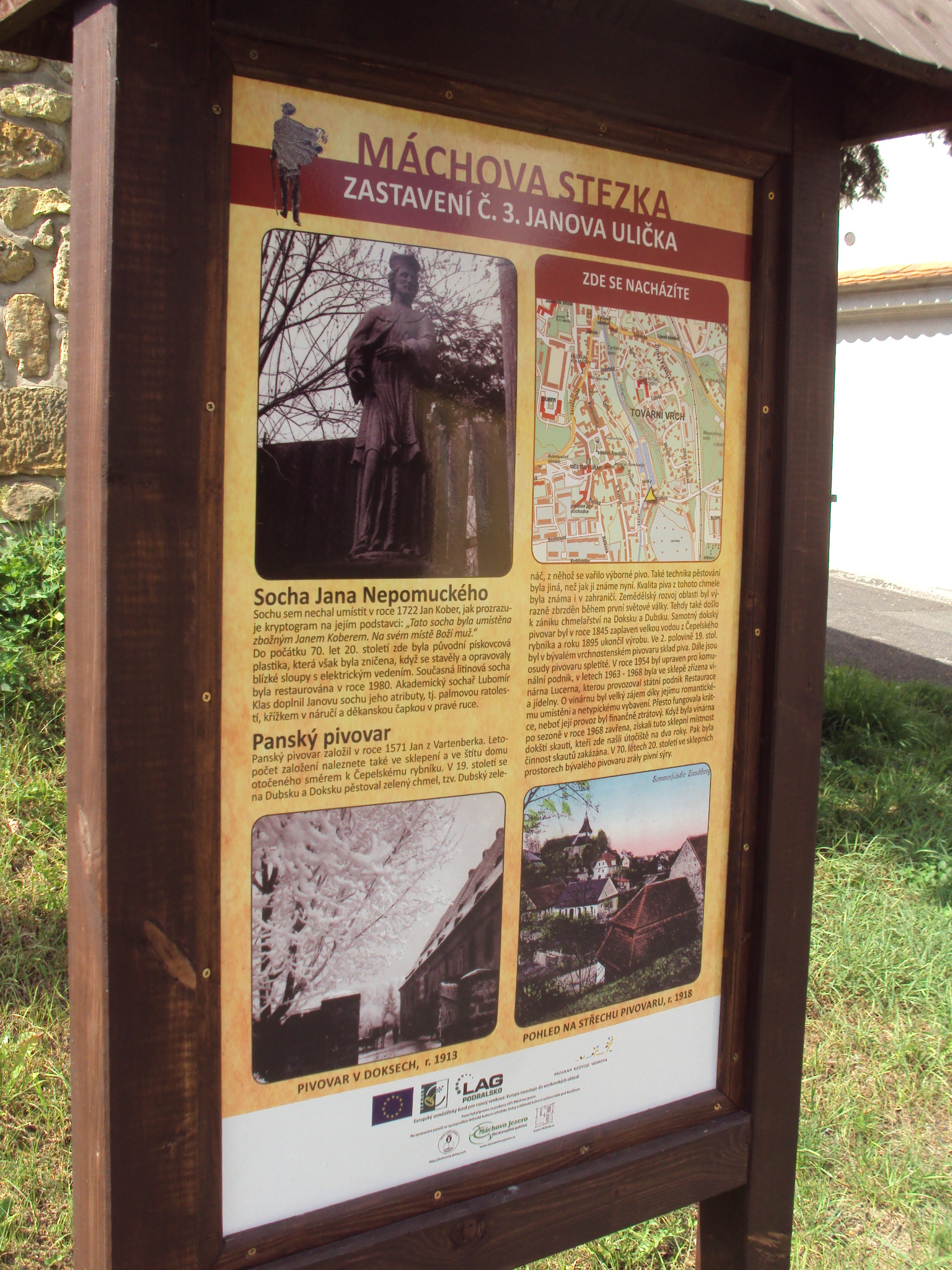
Zastavení 3
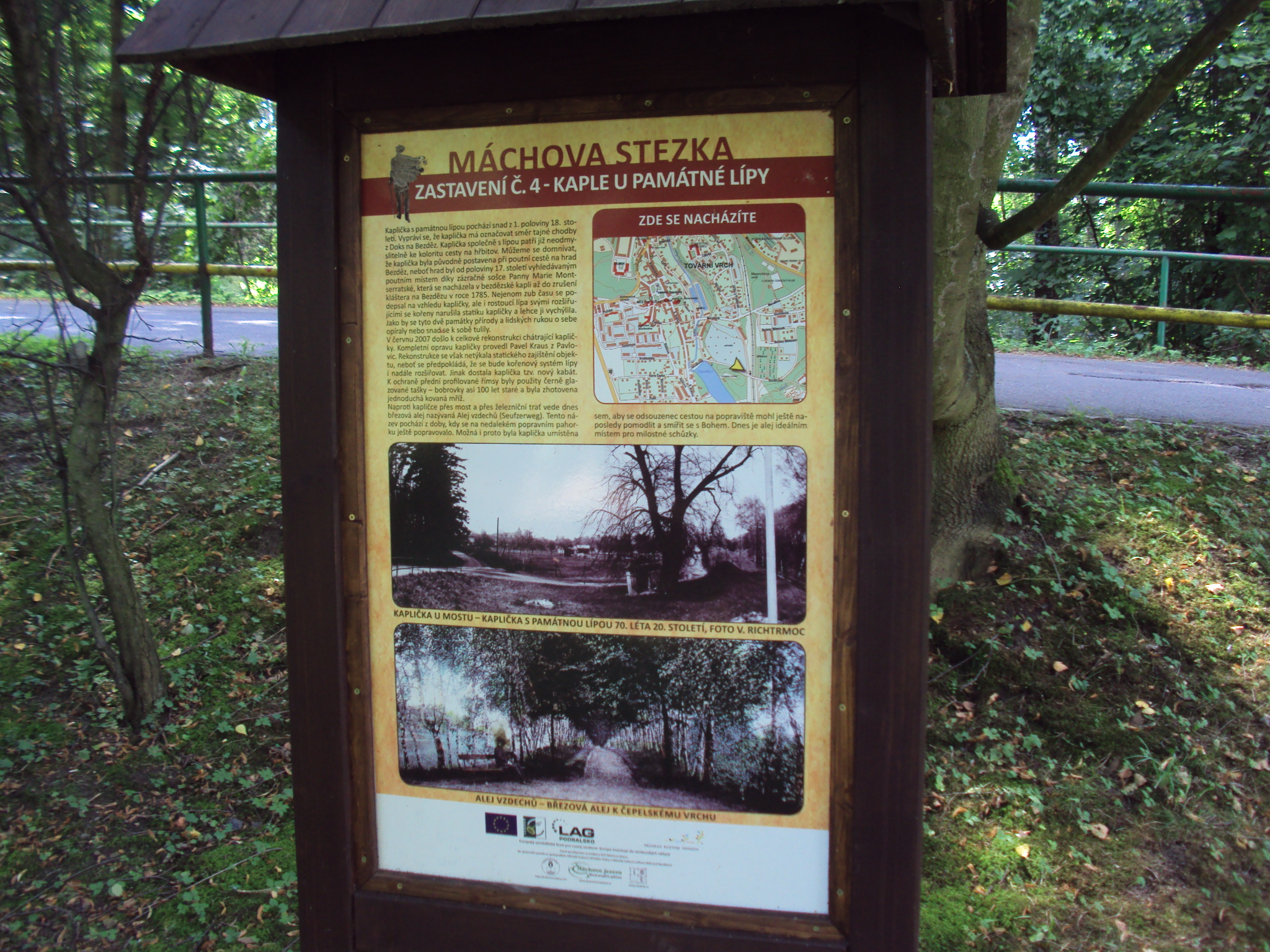
Zastavení 4
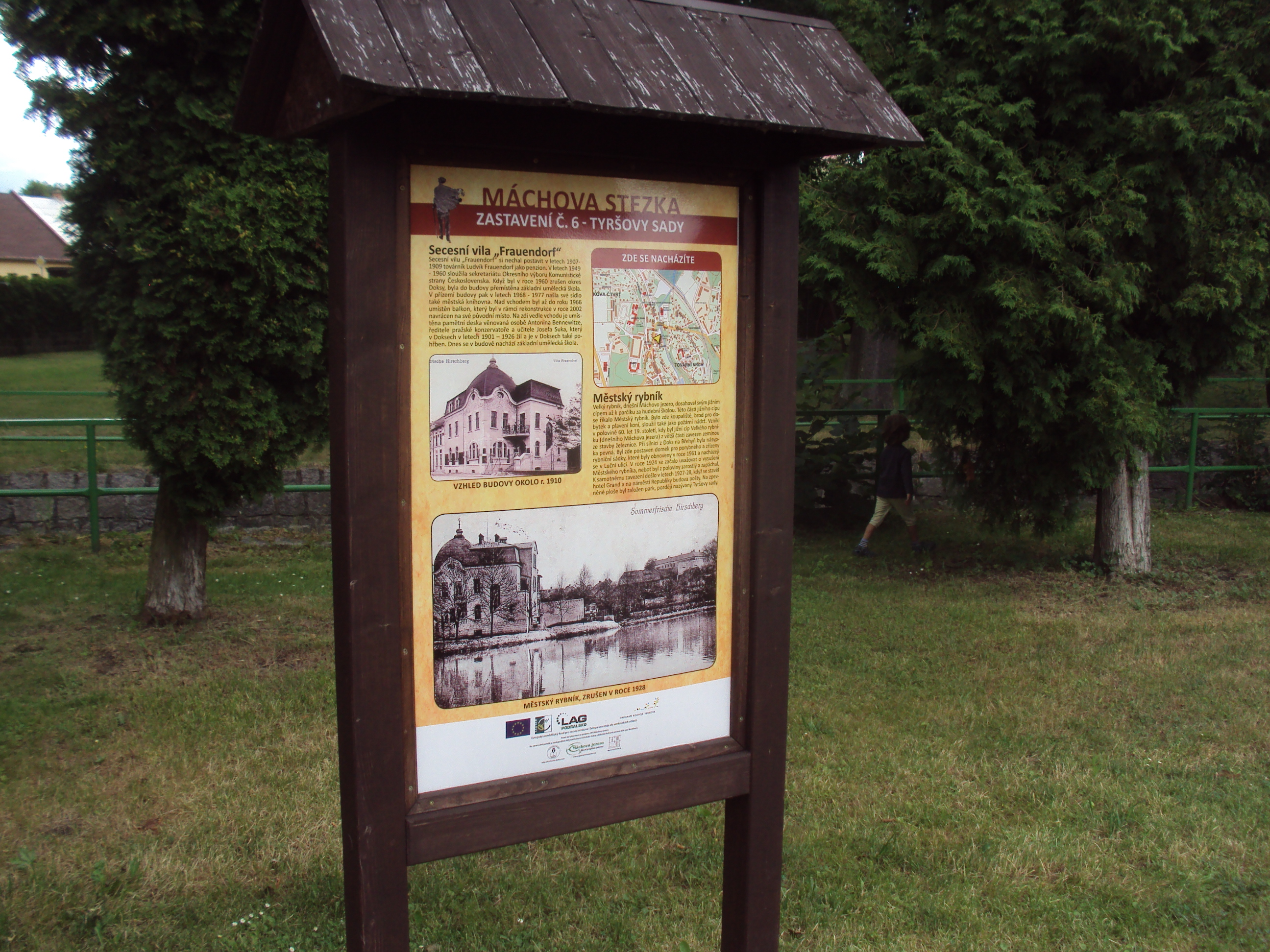
Zastavení 6
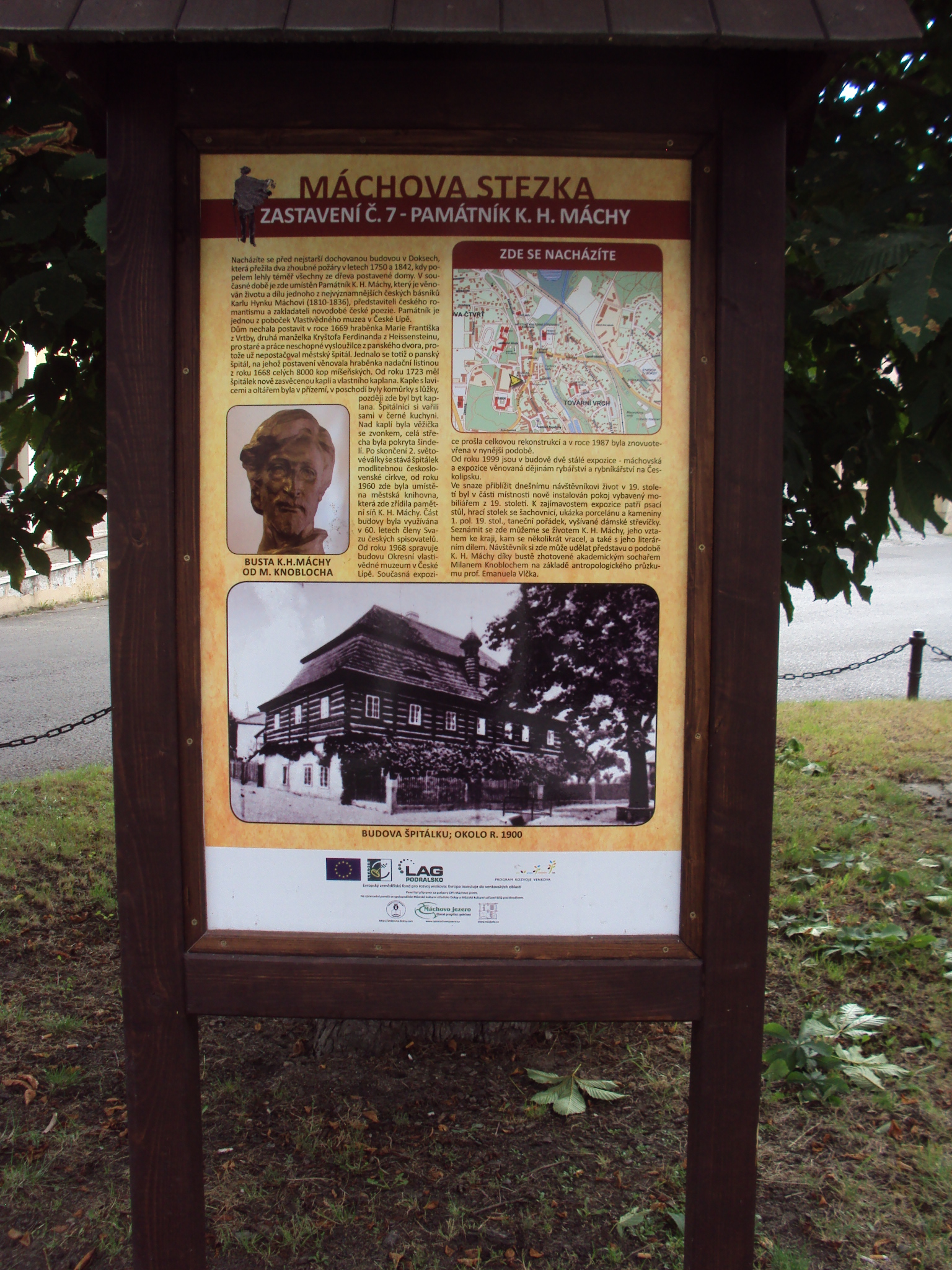
Zastavení 7
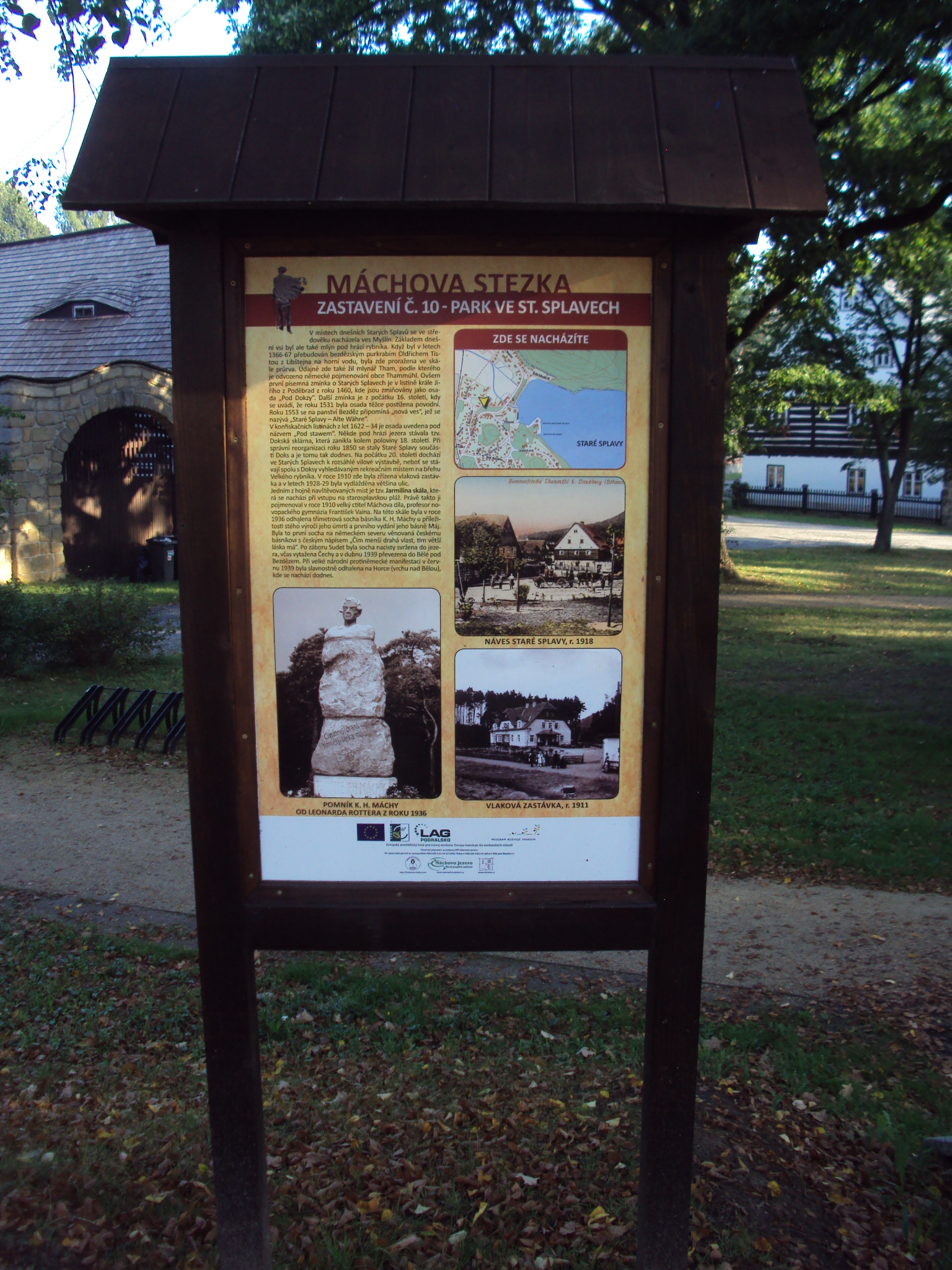
Zastavení 10
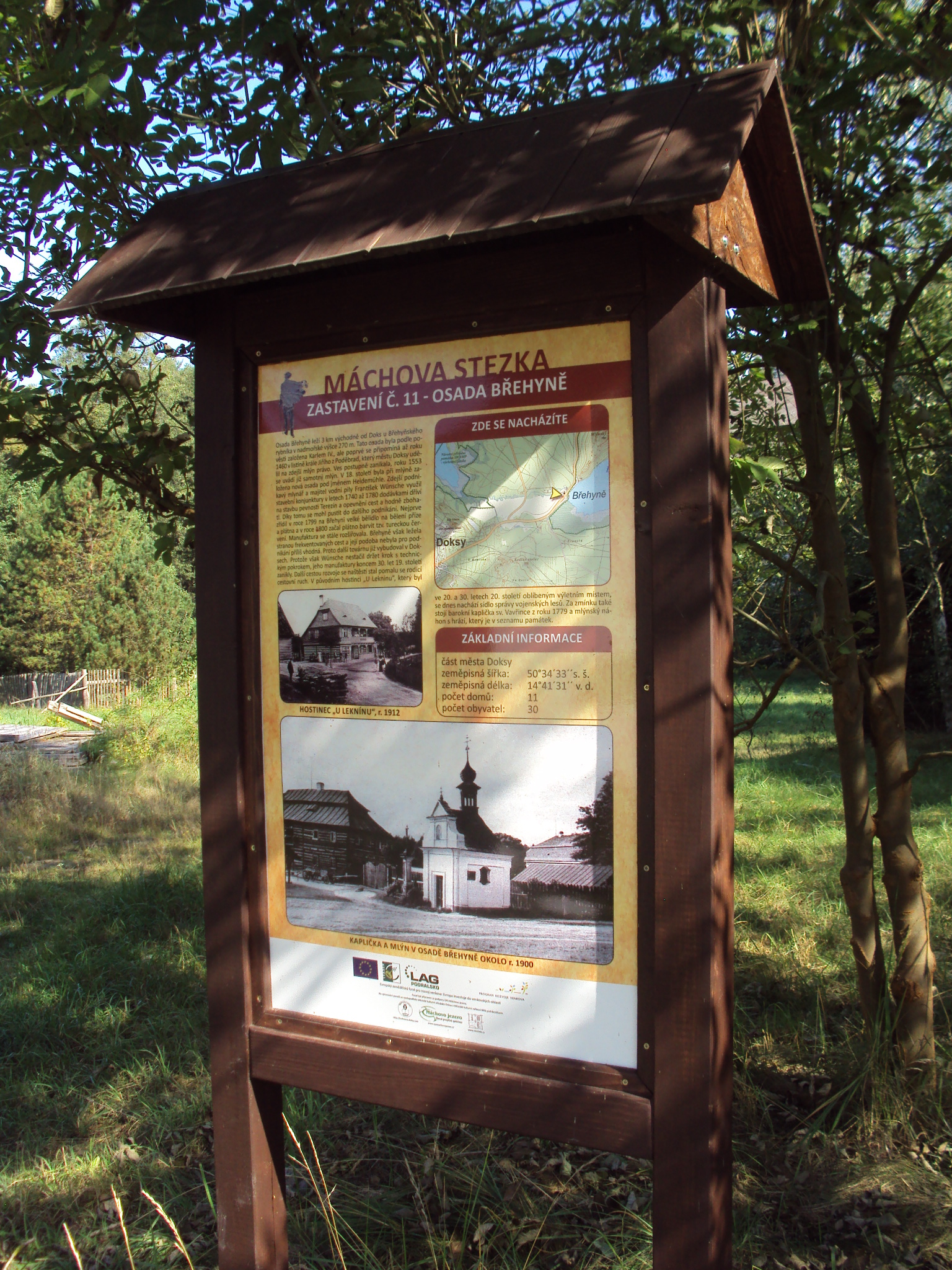
Zastavení 11